# Šafranasta preslica
Šafranasta preslica ili oker ovojnjača (lat. Amanita crocea) je vrsta jestive gljive iz roda Amanita. 

## Opis
- Klobuk šafranaste preslice je širok od 6 do 12 centimetara, u mladosti tupostožast, zatim otvoren te ispupćen, narančast, smeđenarančast ili vrlo rijetko u maslinastom tonu; kožica je osobito za vlažna vemena mazava; rub klobuka je tipično narebran.
- Listići su trbušasti, gusti, slobodni i bijele boje.
- Stručak je visok od 10 do 15 centimetara, promjera od 1 do 2 cm, vitak, valjkast, prema klobuku sve tanji, po čitavoj duljini je prekriven bijelim, gotovo stršećim čehicama ispod kojih se vidi narančastožuta boja stručka; na dnu je bijel, trajan i prilično izražen opnast ovoj.
- Meso je bijelo, vrlo lomljivo, bez osobita mirisa i okusa.
- Spore su okruglaste, staklasto prozirne, 8 – 12 (14) μm.

## Stanište
Raste ljeti i u jesen u manjim skupinama ili pojedinačno u crnogoričnim i listopadnim šumama.

## Upotrebljivost
Šafranasta preslica je jestiva, izvrsne kakvoće. Gljive prije upotrebe treba prokuhati.

## Sličnosti
Nedovoljno stručni skupljači gljiva mogli bi zamijeniti šafranaste preslice blagvom ili nekom varijacijom otrovne muhare. Međutim, spomenute vrste imaju na stručku uvijek vjenčić i robusnijeg su rasta. Posve je razumljivo da je najveća mogućnost zamjene vrstom Amanita vaginata var. flavescens Gilb. et Lundell (siva preslica), koja je jestiva, pa opasnosti nema. 

## Slike
|  |  |  |  |  |
|  |  |  |  |  |